# 馬爾莫 (明尼蘇達州)
馬爾莫（英語：Malmo）是位於美國明尼蘇達州艾特金縣萊克賽德鎮區及馬爾莫鎮區的一個非建制地區。

## 地理
馬爾莫所處的海拔為高於海平面384米（即1260英呎），而該地所採用的時區為UTC-6，即北美中部時區（CST）。同時該地設有夏令時間，為UTC-6調快一小時，即UTC-5（CDT）。